# Gia Dvali
Gia Dvali (n. 30 mai 1964, Tbilisi, Republica Sovietică Socialistă Gruzină, URSS) este un fizician teoretician georgian, unul dintre specialiști de reputație internațională în domeniul teoriei cuantice a câmpurilor, teoriei particulelor , teoriei stringurilor, teoriei extradimensiunilor și materiei obscure, profesor la Universitatea Ludvig Maximilian din Munchen, director la Institutul Max Planck de Fizică⁠(d) din München. Este cunoscut ca unul dintre coautorii modelului GDP⁠(d) (Dvali, Gabadadze⁠(d), Porati⁠(d)), care totuși se încadrează în teoria stringurilor.

## Biografie
A absolvit școala medie și Universitatea la Tbilisi, unde l-a avut ca profesor pe Zurab Berejiani.
În anul 1991-1993 a avut un post doctoral la Institutul de fizică teoretică de la Trieste, după care a fost angajat la Universitatea din Pisa.
În anul 2008 i-a fost conferit titlul de Profesor Alexander von Humboldt.